# Notiophilus biguttatus
Notiophilus biguttatus — вид жуків-турунів з підродини Nebriinae. Поширений в Європі, Туреччини та Росії, а також в США та Канаді. Довжина тіла імаго 5-5,5 мм. На верхівці надкрила розташована розпливчаста бліда пляма. Гомілки руді.